# Prehistorická naleziště éry Džómon v severním Japonsku
Prehistorická naleziště éry Džómon v severním Japonsku je název jedné z položek Světového kulturního dědictví v Japonsku. Sestává ze 17 archeologických lokalit na ostrově Hokkaidó a severní části regionu Tóhoku v různých topografických podmínkách - od horského prostředí až k planinám a nížinám, od zálivů přes jezera až k řekám. Uchovávají jedinečné důkazy o více než 10 000 letech rozvoje pre-agrární, ale již usedlé, nekočující kultury Džómon včetně souboru jejího duchovního systému a rituálů. Jsou z období vzniku, rozvoje, rozkvětu a přizpůsobení se změnám životního prostředí usedlé společnosti rybářů, lovců a sběračů po dobu přibližně 13 000 let. Projevy džómonské spirituality dostaly hmatatelnou podobu v předmětech, jako jsou lakované nádoby, hliněné tabulky s otiskem nohou, slavné figurky dogú, stejně jako v rituálních místech včetně zemních prací (anglicky earthworks) a velkých kamenných kruhů o průměru více než 50 metrů.

## Galerie

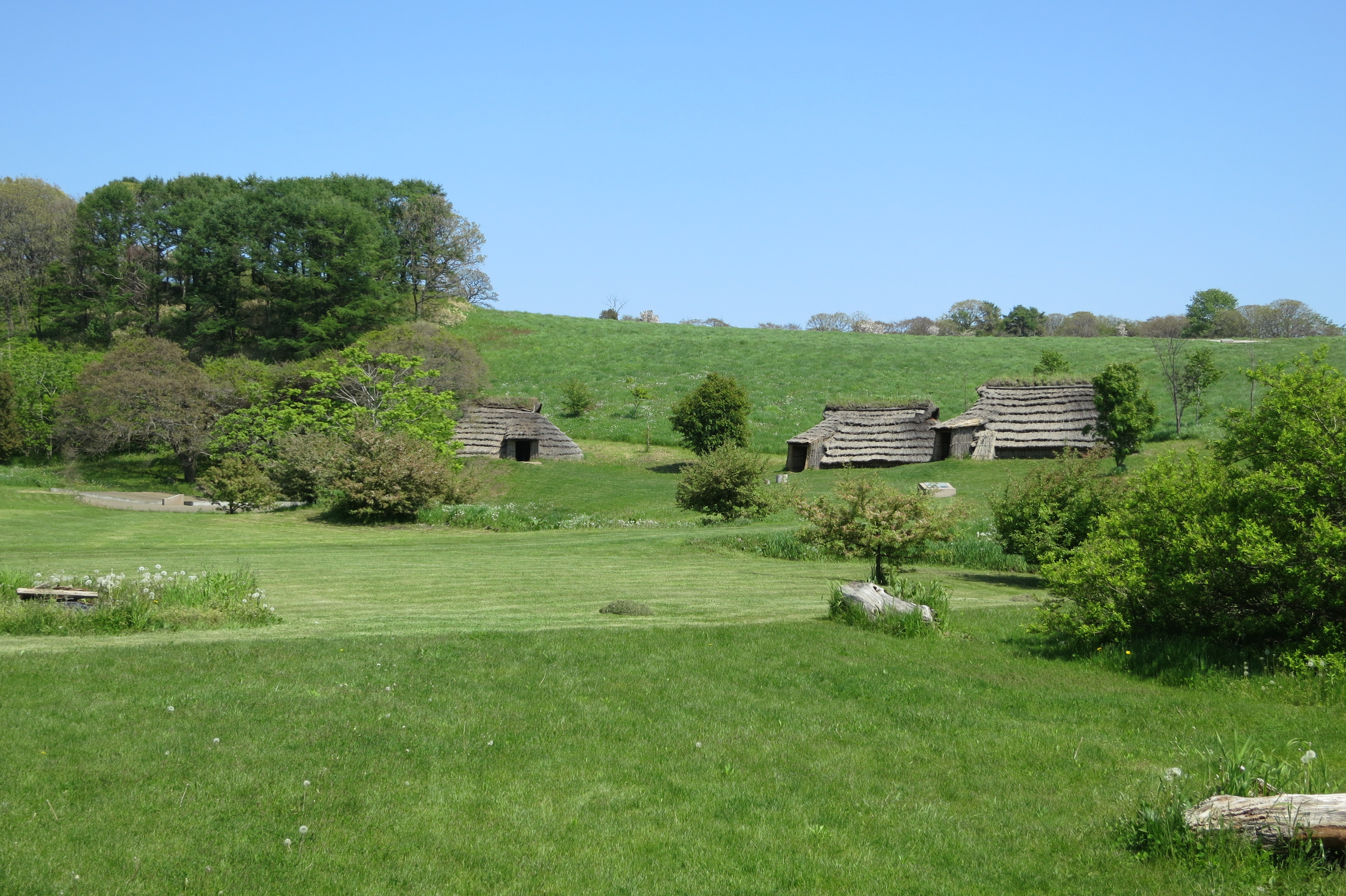
replika usedlostí
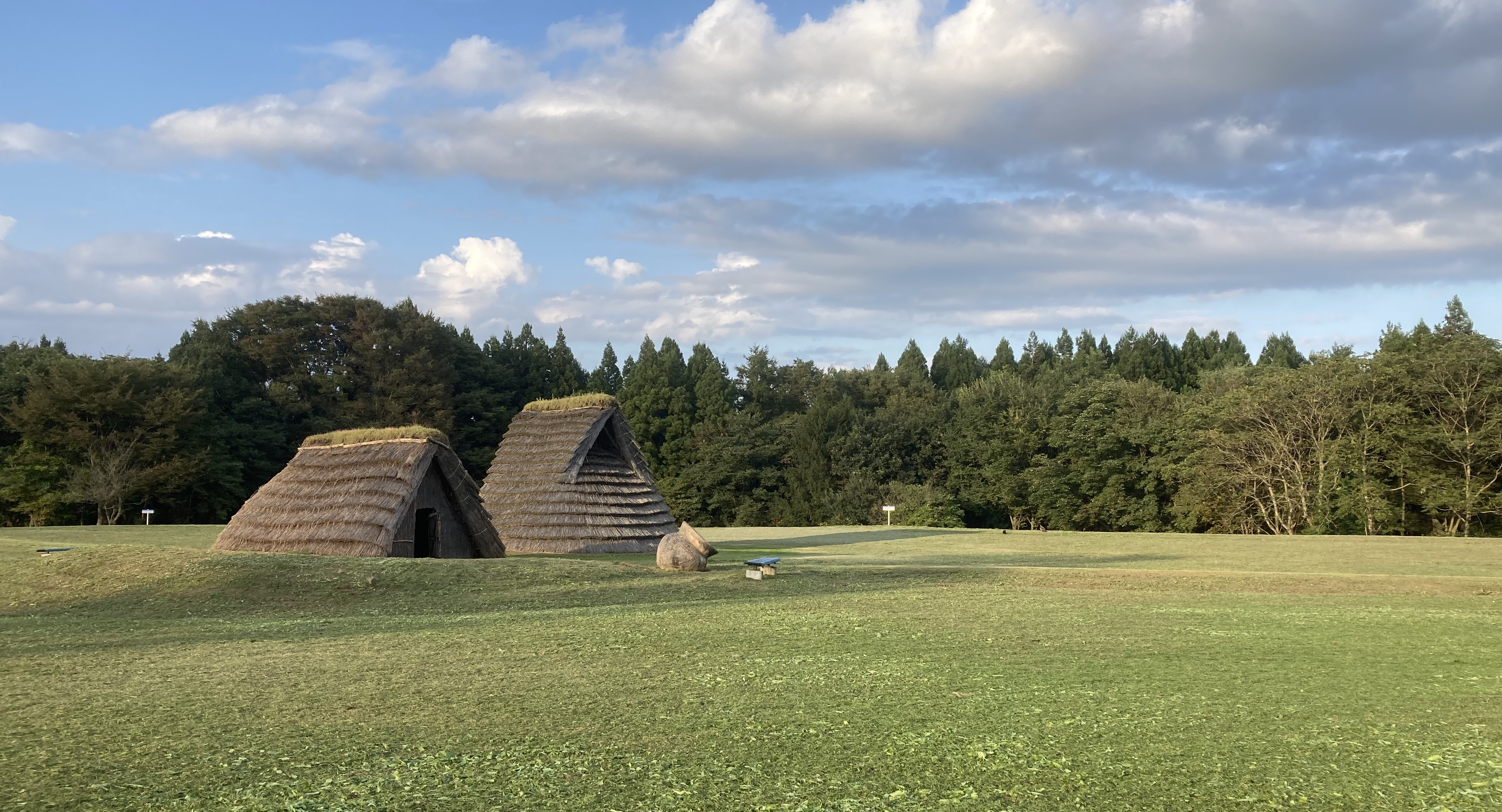
replika usedlostí
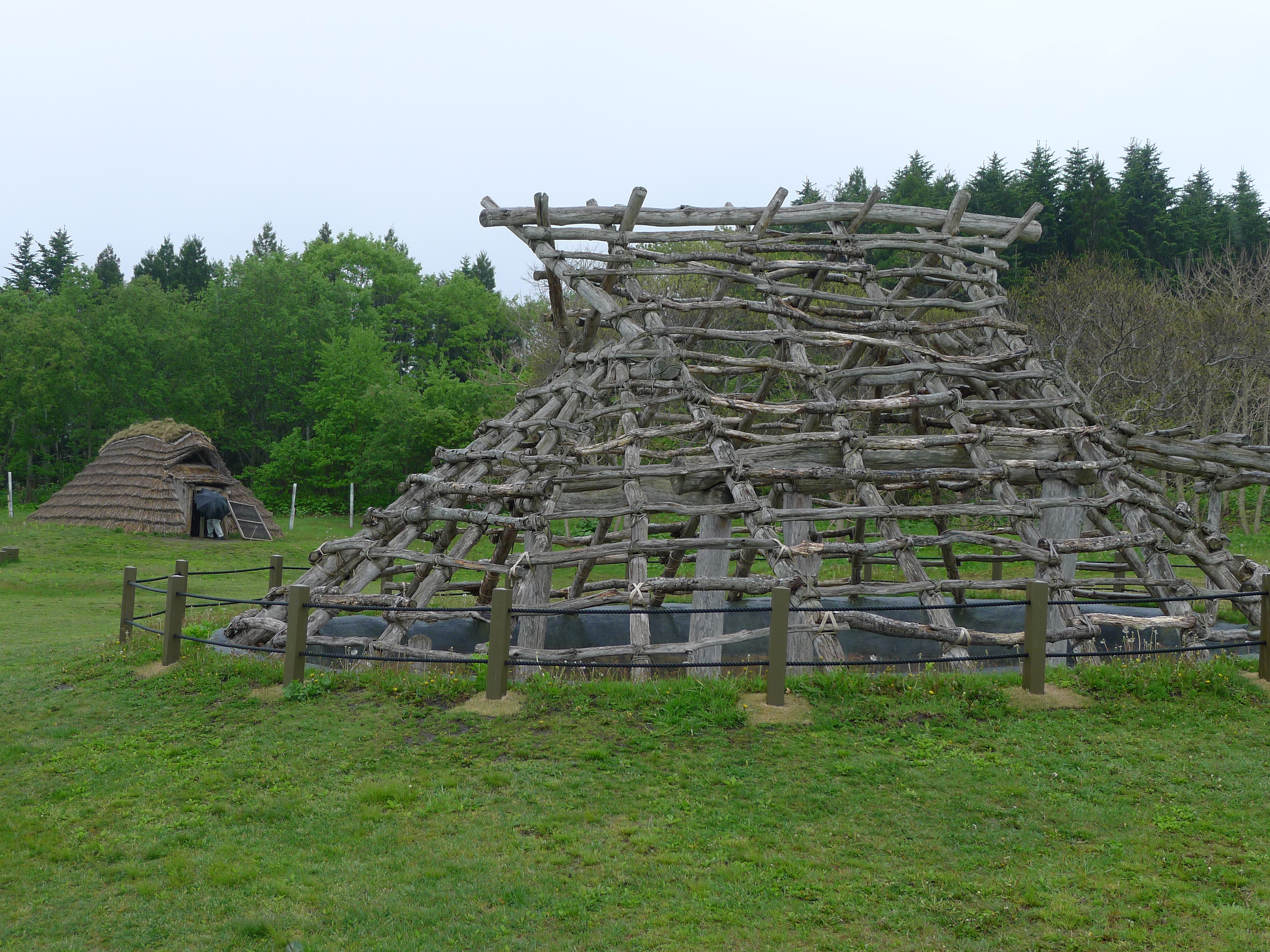
replika usedlostí
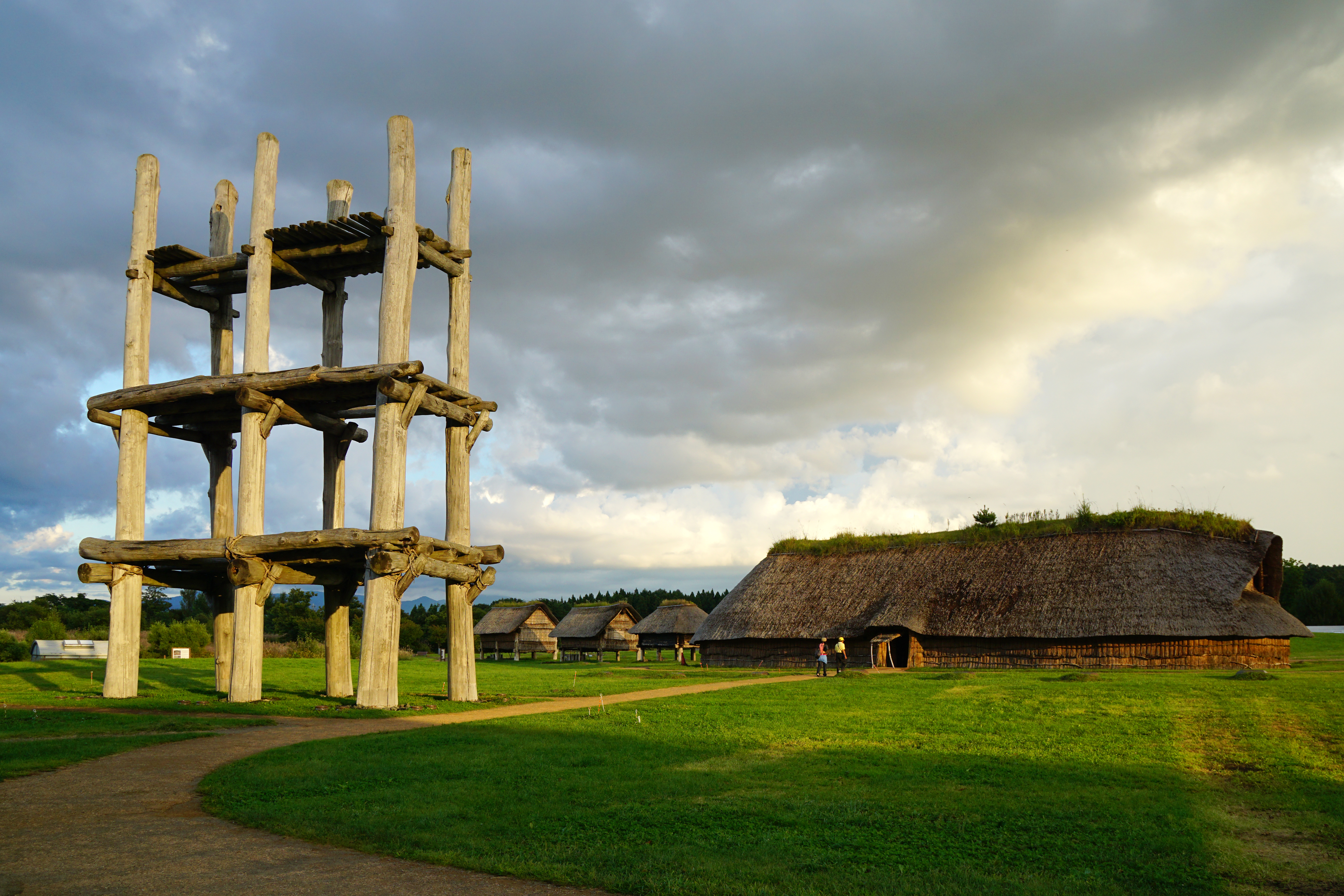
replika usedlostí
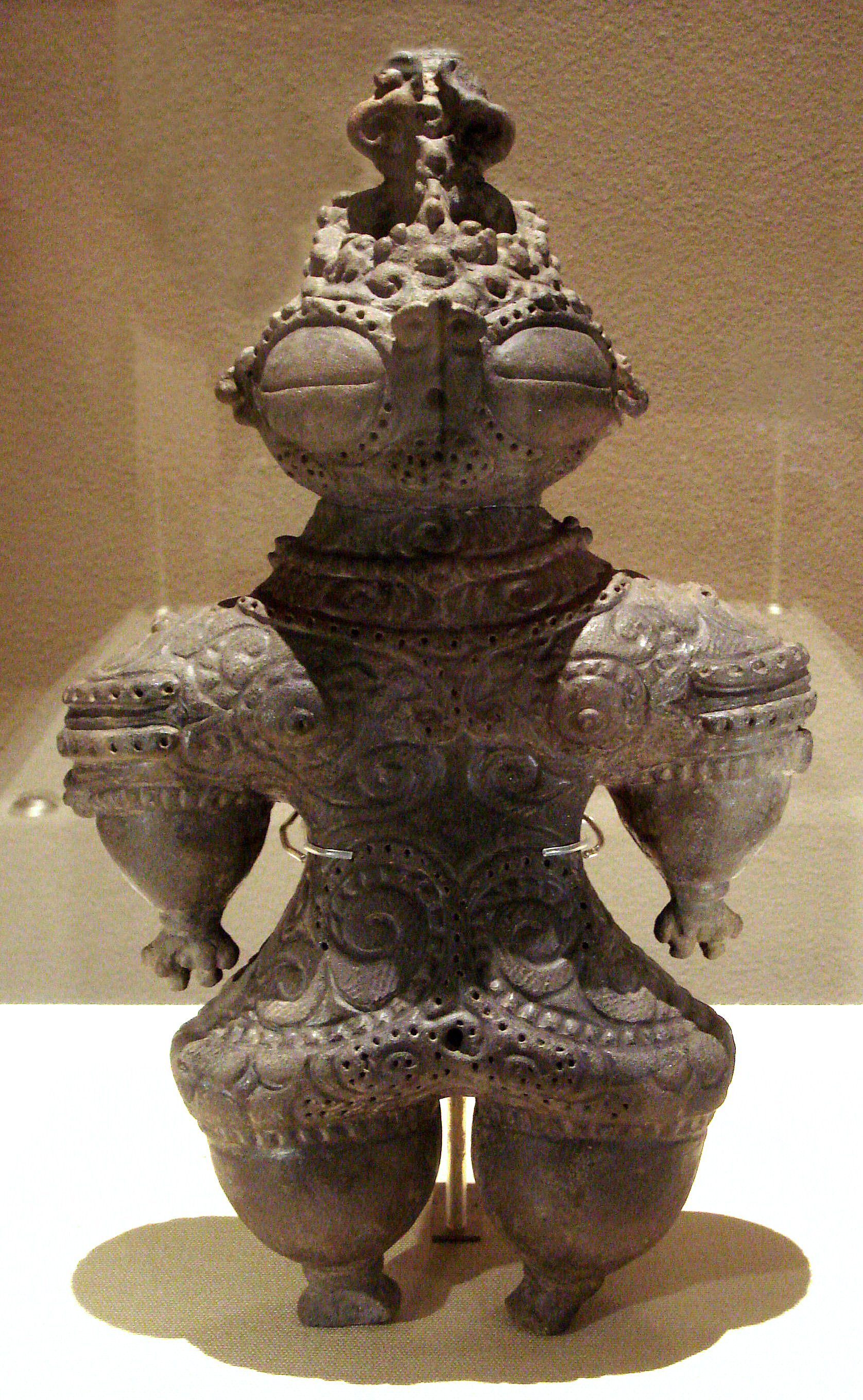
figurka dogú